# Jennie Rydén
Jennie Rydén, född 1973, är en svensk skådespelare. 
Rydén studerade vid Teaterhögskolan i Göteborg 1999–2003, och har spelat teater vid bland andra Borås Stadsteater och Riksteatern.

## Filmografi
- 2002 – Lika olika
- 2010 – Yoghurt
- 2011 – Som en dröm
- 2013 – Hotell

1. ↑  Jennie Rydén på Svensk Filmdatabas
2. ↑  ”Teater”. jennieryden.se. Arkiverad från originalet den 11 augusti 2010. https://web.archive.org/web/20100811200447/http://www.jennieryden.se/Teater.html. Läst 6 december 2011.